# Sanlúcar de Guadiana
Sanlúcar de Guadiana ist eine spanische Stadt in der Provinz Huelva in der Autonomen Gemeinschaft Andalusien. 2024 hatte die Gemeinde 416 Einwohner. Sie befindet sich in der Comarca Andévalo. 

## Geografie
Sanlúcar de Guadiana liegt etwa 40 Kilometer westnordwestlich von Huelva in einer Höhe von ca. 150 m an der Grenze zu Portugal. Die Grenze wird durch den Guadiana gebildet.

## Bevölkerungsentwicklung
| Jahr      | 1900 | 1920 | 1950 | 1970 | 1980 | 1990 | 2000 | 2010 | 2020 |
| Einwohner | 743  | 710  | 953  | 650  | 471  | 409  | 378  | 402  | 374  |

## Sehenswürdigkeiten
- Burg San Marcos (castillo de San Marcos)
- Kirche Unsere Lieben Frau der Blumen (Iglesia de Nuestra Señora de las Flores)
- Dreifaltigkeitskapelle
- Windmühle

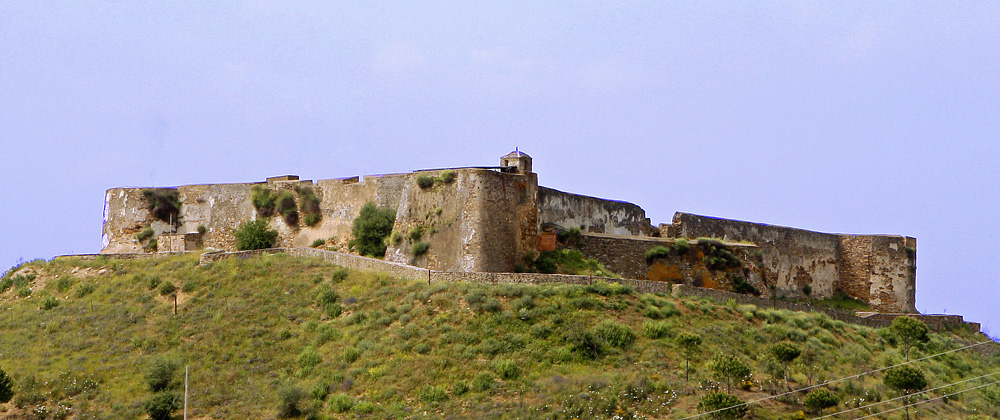
Burg San Marcos
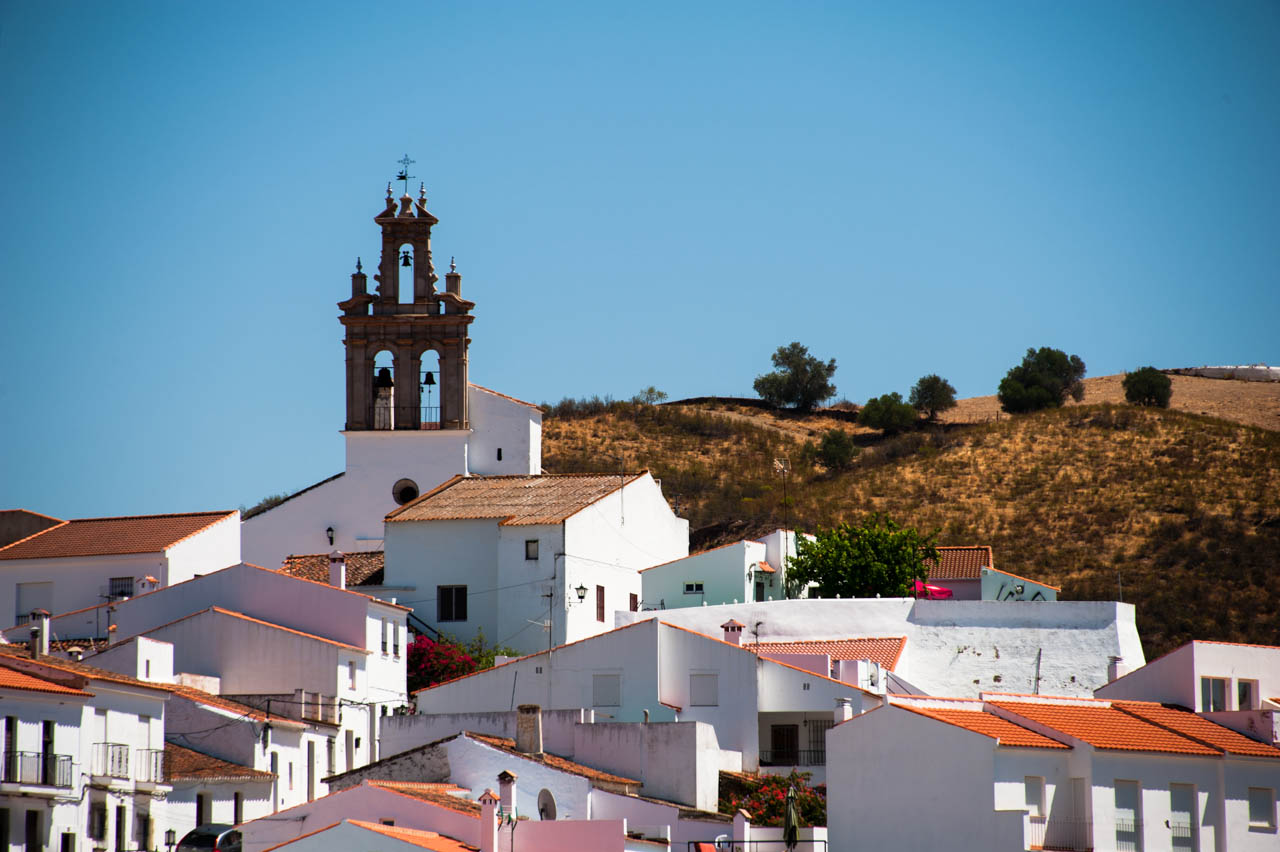
Stadtsilhouette mit Kirche Unsere Liebe Frau